# FL Большого Пса
FL Большого Пса (лат. FL Canis Majoris) — одиночная переменная звезда в созвездии Большого Пса на расстоянии (вычисленном из значения параллакса) приблизительно 32453 световых лет (около 9950 парсеков) от Солнца. Видимая звёздная величина звезды — от +14m до +13,3m.

## Характеристики
FL Большого Пса — пульсирующая переменная звезда, классическая цефеида (DCEP:).